# Ecaterina Teodoroiu
Ecaterina Teodoroiu   (Târgu Jiu, 14 de gener de 1894 - Panciu, 22 d'agost de 1917) (pronunciat en romanès com a: [ekateˈrina te.odoˈroju]; batejada com a Cătălina Toderoiu;) va ser una dona romanesa que va lluitar i va morir a la Primera Guerra Mundial, i és considerada com una heroïna de Romania.
Va ser membre dels escoltes i inicialment havia treballat com a infermera, però posteriorment va decidir convertir-se en soldada de primera línia, sentint-se profundament impressionada pel patriotisme dels ferits i la mort del seu germà Nicolae, sergent de l'exèrcit romanès. Va ser una decisió inusual per a una dona d’aquella època, de manera que va ser enviada al front amb força reticència. No obstant això, amb el suport de la família reial romanesa, aviat va demostrar la seva dignitat com a símbol i com a soldat.

## Biografia
Teodoroiu va néixer al poble de Vădeni (actualment part de Târgu Jiu), a la regió històrica d'Oltènia, en la família d'Elena i Vasile Toderoiu, ambdós agricultors. Cătălina tenia cinc germans (Nicolae, Eftimie, Andrei, Ion, Vasile) i dues germanes (Elisabeta i Sabina). Després d’estudiar durant 4 anys a Vădeni i Târgu Jiu a l’Escola Primària Romanès-Alemanya i graduar-se a l’Escola de Noies de Bucarest, havia de ser professora quan el Regne de Romania va entrar a la Primera Guerra Mundial l’agost de 1916 al costat dels aliats.

## Carrera militar
Treballant com a infermera, el 27 d'octubre [C.J. 14 d'octubre] de 1916 Ecaterina es va unir als civils i als soldats de reserva que lluitaven per rebutjar l'atac d'una companyia bavaresa del 9è exèrcit alemany al pont sobre el riu Jiu, davant de Târgu-Jiu. Impressionada per la seva valentia, la família reial va convidar Ecaterina a Bucarest el 6 de novembre.
El 13 de novembre va anar a primera línia a veure el seu germà Nicolae, un sergent del Regiment d'Infanteria 18 (Gorj). Poc després, el 14 Novembre, el seu germà va ser assassinat per un obús d'artilleria durant els combats a prop de Porceni (avui Gornăcel, Schela, Gorj).
Desitjant venjar la mort del seu germà, Ecaterina va demanar al coronel Obogeanu que se li permeti ingressar com a voluntari al 18è Regiment d'Infanteria. Aviat demostrarà les seves habilitats militars fent servir un artifici per evitar que la seva companyia, envoltada de l'enemic, fos presa com a presonera: després d’anunciar en alemany la decisió del regiment de rendir-se, Teodoroiu va començar a disparar, matant diversos alemanys i permetent la majoria del batalló d'escapar.
Tot i així, va ser capturada més tard durant els combats a les altures Rășina-Tunși - Peșteana la nit del 16-17 de novembre [C.J. 3-4 de novembre] de 1916, però va aconseguir escapar amb ferides lleus matant amb un revòlver ocult al soldat alemany que la custodiava. Els alemanys van disparar els romanesos que fugien per la foscor i van ferir Teodoroiu a la cama dreta. Tanmateix, va deixar-ho de banda i va tornar a la companyia aquell mateix vespre. Teodoroiu va matar almenys dos alemanys durant la seva fugida.
El 19 de novembre, Ecaterina va participar en les escaramusses properes a Bărbătești i Țânțăreni. Poc després, els alemanys van arribar a la ciutat de Filiași el 19 de novembre. Lluitant a prop de Filiași aquell mateix dia, va ser ferida a les dues cames per un obús de morter i posteriorment evacuada a Craiova. Després la van dur a Bucarest i finalment fou hospitalitzada a l'Hospital Militar "Rei Ferran" de Iași.
Teodoroiu es va recuperar de les ferides en pocs mesos i va rebre l'alta de l'hospital el 5 de febrer [C.J. 23 de gener] de 1917. El 23 de març d'aquell any, va ser condecorada amb la Medalla a la Virtut Militar (2a Classe) pel seu coratge, així com la Medalla a la Virtut Militar (1a Classe) una setmana després. Abans d’haver conegut el segon tinent Gheorghe Mănoiu (germà d’un antic company de l'escola) a l’hospital, va sol·licitar que se li permetés ingressar-hi com a infermera voluntària.{
Per la seva valentia, va ser guardonada amb la Medalla "Scout Virtue" i la Medalla a la Virtut Militar, de 2a classe, el 10 de març de 1917. El 17 de març de 1917 li fou concedida la medalla a la virtut militar, de primera classe, nomenada subtinent honorari (sublocotenent) pel rei Ferran i va rebre el comandament d’un escamot de 25 homes a la 7a companyia (43/59 regiment d’infanteria, 11a divisió)), al comandament del sotstinent Gheorghe Mănoiu. Així, es va convertir en la primera dona oficial de l'exèrcit romanès.
A partir del 8 de maig [C.J. 25 d'abril] de 1917, el regiment fou transportat a Codăești, al comtat de Vaslui. El 17 d'agost, el Regiment 43/59, que formava part de la reserva del 1r Exèrcit dirigit pel general Eremia Grigorescu, es va preparar per unir-se a la propera ofensiva. El 18 d'agost el regiment va sortir de Vaslui cap a Tecuci, va creuar el Siret i va acampar al bosc de Malta Seacă, a prop de la primera línia de front.
El 30 d'agost, el comandant de l'11a divisió, el general Ernest Broșteanu, li va demanar amablement que es quedés a l'hospital mòbil darrere del front, però el segon tinent Teodoroiu el va refusar fermament, sol·licitant que se li permetés unir-se al seu batalló a la propera batalla.
El 2 de setembre, el Regiment 43/59 va excavar al turó del Secului, a la zona de Muncelu - Varnița.
El 3 de setembre [C.J. 21 d'agost] de 1917, les línies romaneses van ser atacades amb força pel 40è Regiment de Reserva Alemany de la 115a Divisió d'Infanteria. Mentre dirigia la seva esquadra en un contraatac, va ser colpejada per trets de metralladora al pit (segons alguns relats) o al cap (segons altres relats). Segons l'ordre general núm. 1 emesa l'endemà pel coronel Constantin Pomponiu, comandant del regiment 43/59, les seves últimes paraules abans de morir van ser: "Endavant, homes, no us rendiu, encara estic amb vostè!"

## Llegat

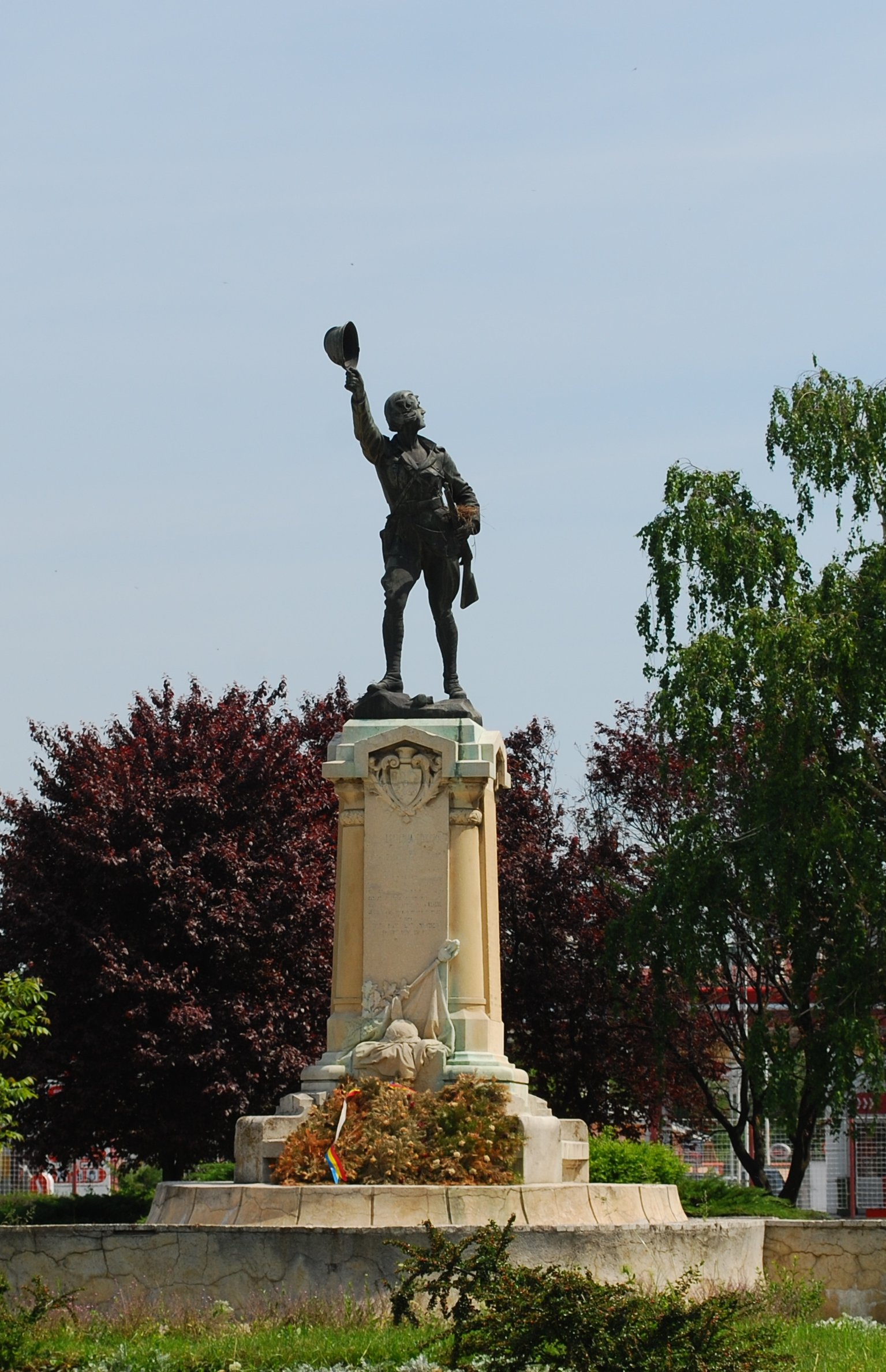
Monument a Slatina

Després de la guerra, Ecaterina Teodoroiu va ser elevada a la condició d'heroïna del poble romanès. Henri Berthelot fins i tot la va anomenar la "Joana d'Arc de Romania" per la seva excel·lent valentia, patriotisme i abnegació.
Inicialment enterrada a prop del front, a Fitioneşti, les seves restes van ser enterrades el juny de 1921 en una cripta al centre de la ciutat de Târgu Jiu. La seva tomba és honrada per un monument erigit el 1936 per Milița Petrașcu.
El 1921, el Regiment 43/59 d’Infanteria es va convertir en el nom honorari d’Ecaterina Teodoroiu. El 1937, per Reial Decret, es va donar el seu nom a l'escola secundària de nenes de Târgu-Jiu (actualment el Col·legi Nacional "Ecaterina Teodoroiu"). El 1938, la seva casa natal es va convertir en una casa commemorativa.
Es van erigir diversos monuments en honor seu:
- Monument "Ecaterina Teodoroiu" a Slatina, inaugurat el 1925 en presència de la reina Maria[14][13]
- Monument "Ecaterina Teodoroiu" a Brăila (1928)[15]
- Mausoleu "Ecaterina Teodoroiu" a Târgu-Jiu (1936)
- "Monument dels herois" a Azuga (1937)[16]
- "Monument de la segona tinent Ecaterina Teodoroiu" a Muncelu (1972)
- Estàtua "Ecaterina Teodoroiu" a Târgu-Jiu (1979)

Es van fer les següents pel·lícules sobre ella:
- "Ecaterina Teodoroiu" (1921)[13][17]
- "Ecaterina Teodoroiu" (1930)[18] en romanès i dirigida i protagonitzada per Dinu Cocea en el paper de Teodoroiu.[19]

El seu disc a la guerra també va ser un tema de la pel·lícula de 1999 de Sergiu Nicolaescu, protagonitzada per Ilinca Goia com Ecaterina Teodoroiu.
Kathryn J. Atwood va dedicar un capítol a Ecaterina Teodoriu en el seu treball "Women Heroes of World I: 16 Remarkable Resisters, Soldiers, Spies, and Medics".
El 31 de juliol de 2019, el Banc Nacional de Romania va anunciar que el 2020 emetria el bitllet de 20 lei, que inclouria Ecaterina Teodoroiu.

## Galeria

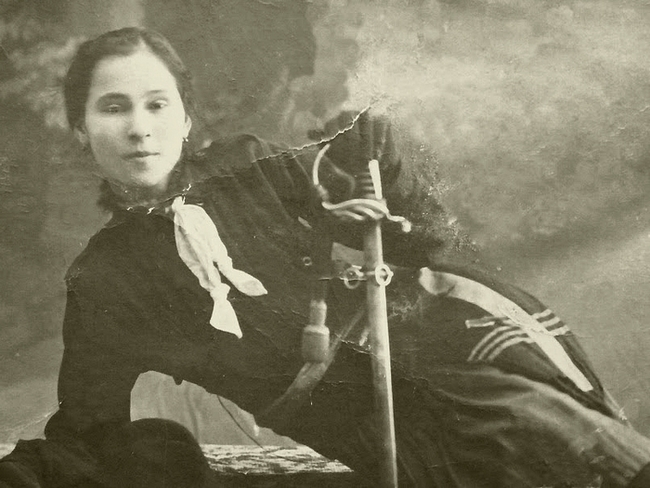
Retrat d'Ecaterina Teodoroiu
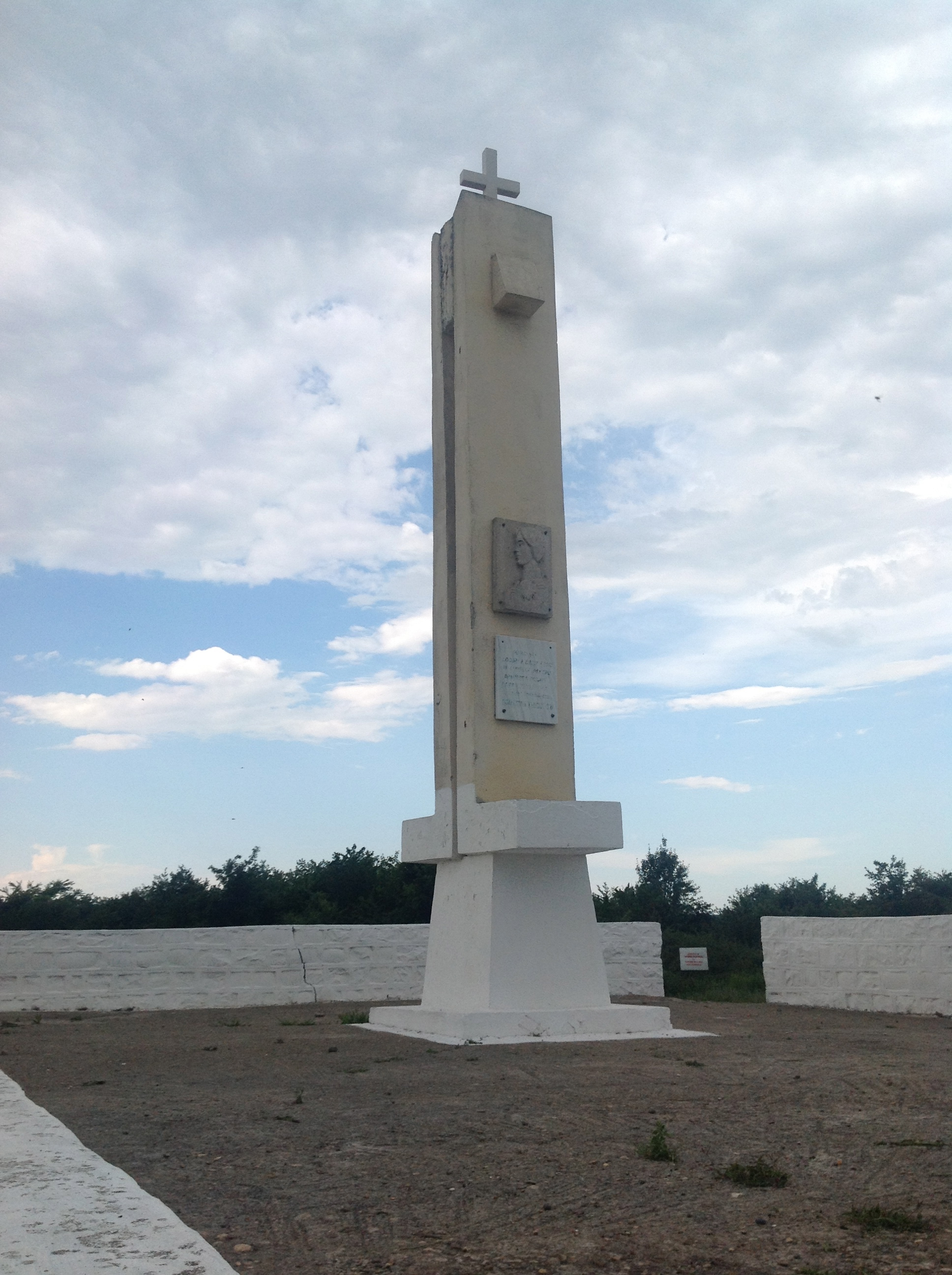
Memorial a Panciu al lloc de la seva mort (45° 57′ 35.8″ N, 27° 01′ 16.5″ E / 45.959944°N,27.021250°E)